# Hrabstwo Murray (Minnesota)
Hrabstwo Murray (ang. Murray County) – hrabstwo w stanie Minnesota w Stanach Zjednoczonych. Obszar całkowity hrabstwa obejmuje powierzchnię 719,50 mil2 (1 863,51 km²). Według danych z 2010 r. hrabstwo miało 8 725 mieszkańców. Hrabstwo powstało w 23 maja 1857 roku.

## Sąsiednie hrabstwa
- Hrabstwo Lyon (północ)
- Hrabstwo Redwood (północny wschód)
- Hrabstwo Cottonwood (wschód)
- Hrabstwo Jackson (południowy wschód)
- Hrabstwo Nobles (południe)
- Hrabstwo Rock (południowy zachód)
- Hrabstwo Pipestone (zachód)
- Hrabstwo Lincoln (północny zachód)

## Miasta
- Avoca
- Chandler
- Currie
- Dovray
- Fulda
- Hadley
- Iona
- Lake Wilson
- Slayton
- The Lakes (CDP)